# Африканские зелёные ужи
Африканские зелёные ужи (лат. Philothamnus) — род змей из семейства ужеобразных, обитающий в Африке.

## Описание
Общая длина представителей этого рода колеблется от 80 см до 1,3 м. Туловище очень стройное, с гладкой спинной и килеватой брюшной чешуёй. Окраска однотонная, разных оттенков зелёного. У некоторых видов присутствует рисунок из пятен или полос.

## Образ жизни
Населяют биотопы от саванн и редколесий в равнинных и горных тропических лесах. Хорошо лазают, впрочем их редко можно встретить в кронах высоких деревьев. Придерживаются кустарникового яруса. Селятся обычно вблизи водоёмов, хорошо плавают. Ведут дневной или сумеречный образ жизни. Питаются лягушками, ящерицами и мелкими змеями.
Имеют довольно спокойный нрав, поэтому часто содержатся в террариумах.

## Размножение
Это яйцекладущие змеи.

## Распространение
Живут в Африке к югу от пустыни Сахары.

## Классификация
На июль 2018 года в род включают 20 видов:
- Philothamnus angolensis Bocage, 1882
- Philothamnus battersbyi Loveridge, 1951
- Philothamnus bequaerti (Schmidt, 1923
- Philothamnus carinatus (Andersson, 1901
- Philothamnus dorsalis (Bocage, 1866 — Полосатый зелёный уж
- Philothamnus girardi Bocage, 1893
- Philothamnus heterodermus (Hallowell, 1857 — Разночешуйный зелёный уж
- Philothamnus heterolepidotus (Günther, 1863 — Тонкий зелёный уж
- Philothamnus hoplogaster (Günther, 1863 — Водяной зелёный уж
- Philothamnus hughesi Trape & Roux-Esteve, 1990
- Philothamnus irregularis (Leach, 1819 — Западный зелёный уж
- Philothamnus macrops (Boulenger, 1895 — Узамбарский зелёный уж
- Philothamnus natalensis (Smith, 1848 — Натальский зелёный уж
- Philothamnus nitidus (Günther, 1863
- Philothamnus ornatus Bocage, 1872
- Philothamnus pobeguini (Chabanaud, 1916
- Philothamnus punctatus Peters, 1867
- Philothamnus ruandae Loveridge, 1951
- Philothamnus semivariegatus (Smith, 1840 — Кустарниковый зелёный уж
- Philothamnus thomensis Bocage, 1882

## Галерея
- Philothamnus thomensis
- Philothamnus battersbyi
- Натальский зелёный уж
- Кустарниковый зелёный уж